# 気動車・ディーゼル機関車の動力伝達方式
気動車・ディーゼル機関車の動力伝達方式（きどうしゃ・ディーゼルきかんしゃのどうりょくでんたつほうしき）では、気動車やディーゼル機関車及びその他の内燃機関車の動力伝達方式について述べる。
内燃機関は、トルクの出方が山なりで、出力（馬力）は回転数に比例して増大するという基本的な出力特性を持つ。また、拘束状態からの起動は不可能であり、機関始動時には無負荷でなければならない。したがって内燃機関をこれらの車両に使用する場合には、電動機のように静止状態から直結発進することはできず、負荷を切り離す機構が必要となる。また、利用できる回転数が限られているため実用的な運転速度範囲を得るためには何らかの変速機構が必要となる。
世界各国で各種交通機関のエネルギー効率上昇に向けた取り組みが行われているが、現時点で内燃機関の熱効率の改善は限界に近付きつつあり、大幅な向上は見込めなくなってきている。一方、駆動系の伝達効率にはまだ向上の余地があり、伝達効率の向上への取り組みが図られている。
鉄道車両用の動力伝達方式としては、一般に以下の3方式が存在する。

## 機械式
クラッチと機械式の変速機（ギアボックス）を組み合わせた方式で、自動車での「マニュアルトランスミッション」と同様である。1900年代 - 1920年代においては当時の自動車のパワートレインを流用した手動の選択摺動式変速機とクラッチによる方式が採用され、日本においてもこの方式が採用されていた。
その後1920年代 - 1930年代頃には、大型自動車や建設機械、戦車等のパワートレインの発達に合わせて、選択摺動式変速機とクラッチ、または常時噛み合い（ constant mesh/コンスタントメッシュ）式変速機を電磁油圧式もしくは電磁空気式で制御する方式が開発され、特に欧州およびその旧植民地の気動車においては当時この方式が一般化し、1両2機関搭載車や重連総括制御についても1930年代には実用化され、同年代のドイツにおいては自動変速式の気動車も実用化されている。車両によってはシンクロナイザーや流体継手を組み込んだものもある。
なお、元々は「物理的に動力を伝える方式」を電気に変換して伝える電気式に対し機械式と呼んでいたため、古い文献では歯車変速機を使う物（現在の機械式）を「歯車式」、歯車式と液体式・空気式（後述）を含めた物理伝達方式の総称を「機械式」と呼んでいるものもある。
機械式のうち、手動式のものの長所短所は、次のとおりである。
長所
- 構造が簡易で小型軽量である。
- 低コストである。
- パワーロスがほとんどなく、動力伝達効率が95 %以上と極めて高い。

短所
- 運転操作に熟練を要する。
- クラッチ板の押し付け力や、歯車の強度の面から大出力エンジンへの使用が困難。
- そのままでは複数車両の変速機を遠隔操作できないため、電子制御機械式変速機が誕生する前は連結運転時は1両ごとに運転士を必要とし、単行運用前提での運用以外では合理化面で劣る。
- 段階的にトルクを切り替えるので速度と牽引力のグラフが階段状になり、機関の全能力を車の速度の広範囲に当たり利用することができない。
- 不可能というわけではないが、1機関で複数の車軸（動輪）を動かすのが難しい（複雑になる）。

### 欧州での事例
欧州では短編成で運用される気動車を中心に採用され、1930年代頃からは優等列車にも使用されており、特にイギリスやイタリアでは1970年代 - 1980年代まで製造が続けられていた。
イギリスでは1970年代には一般型気動車の大半が総括制御機能を持つ機械式で占められていて、動力を持たない付随車や制御車も組み込んだ編成で運転されていた。
イタリアにおいては、1930年代にリットリナと呼ばれる車体長15 - 22 m級で定格出力85 - 110 kWの機関を1 - 2基と電磁空気制御式変速機を台車上に搭載した気動車がイタリア国鉄を中心に1000両近く導入されており、1933年には1両2機関搭載の形式が、1937年には重連総括制御可能な形式が実用化されている。第二次世界大戦直前に後述の液体式気動車が実用化された後も、これと並行して機械式気動車も1980年代まで製造されており、国際列車TEE用のALn442-448は2両固定編成で、定格出力360 kWの機関と電磁油圧制御遊星歯車式5段変速機を1両あたり1式搭載していた。
ドイツにおいては1920年代に台車上に機関と電磁制御式変速機を搭載するパワートラック方式の機械式気動車が実用化され、1937年製のNEB（Niederbarnimer Eisenbahn）のT4型などでは速度信号と電磁弁による全自動変速装置が実用化されている。第二次世界大戦後の西ドイツでは液体式が主流となったが、日本国有鉄道のレールバス、キハ10000・10200形（01 - 03系気動車）の手本となったドイツ連邦鉄道（DB）のシーネンオムニブスなどは総括制御機能のついた機械式となっており、その代表的な形式であるVT98型は定格出力110 kWの機関と総括制御式5段変速機をそれぞれ2組搭載しており、余力を活かした付随車・制御車の牽引も可能であった。
スイス国鉄では、1937年製で、定格出力213 kWのディーゼルエンジンに電磁空気式5段変速機、歯車式の2軸駆動台車を採用したRCm2/4形や、1927年製で、定格出力110 kWのディーゼル機関と電磁空気式4段変速機を採用した全長11 mの小型ラック式気動車であるフルカ・オーバーアルプ鉄道のBChm2/2形が製造されているが、電化の進展により本線用の気動車の製造例は少ない。

### 日本での事例
日本では1953年（昭和28年）以前の気動車、1950年代までの入換用・軽便鉄道用小型内燃機関車のほとんどが該当したが、液体式が実用化されると廃れ、1961年（昭和36年）製の日鉄鉱業羽鶴鉱業所DD40形や1964年（昭和39年）製の西濃鉄道DD40形DD401号機などが最終期の車両となっている。なお、保線用機械に属するモーターカーの一部でも機械式が使われている。
1937年（昭和12年）には日本車輌製造で南満洲鉄道向けに機関および電磁制御・遊星歯車式変速機を台車上に搭載したケハ6型6両が製造され、日本国内向けには電磁制御式や総括制御可能な機械式気動車は製造されなかったものの、試作交流電車のクモヤ790-11には8段変速の電磁制御・遊星歯車式変速機が搭載されている。
2020年（令和2年）現在、気動車・機関車ともに営業運転に用いられる例はないが、ディーゼル機関車においては大井川鐵道のDB8・9が無車籍ながら現存しており、入換で使用されている。

### 電子制御機械式変速機
日本国外では近年、小型軽量で、後述する流体式トルクコンバータに比べ伝達効率も高い、という長所を伸ばす方向で、エンジンの回転数とトルクに応じたスムーズな変速と統括制御が可能な、電子制御機械式変速機の開発が行われている。例としてデンマーク国鉄 (DSB) のIC3型気動車が1990年から運行している。
ただし、この種の新しい変速機は、かつての完全非自動な機械式変速機とは別物と見なければならない。21世紀初頭の現代では、流体式トルクコンバータと歯車機構を用いた鉄道用変速機も、やはり電子制御式多段変速構造に進歩している。それらはロックアップクラッチを備え、トルクコンバータに依存する領域を狭める努力がなされており、運転時における電子制御機械式変速機との差異は起動時にトルクコンバータを利用するか半クラッチ制御を利用するか程度のものでしかない。また、摩擦クラッチの電子制御のみに頼って発進・変速することは、トルクコンバータを併用する場合に比べると、大出力への対処能力やトルク確保、変速ショック対策などの面で依然として不利であり、効率面での絶対的優位性をスポイルする課題点である。
ハイブリッド気動車への応用例も出現している。2007年（平成19年）10月、北海道旅客鉄道（JR北海道）はモータアシスト方式ハイブリッド気動車の試作車を発表した（キハ160形気動車の改造車）。この車両には、「アクティブシフト変速機」と称する電子制御デュアルクラッチトランスミッションが使用されている。2014年（平成26年）9月には、実用試作車となるキハ285系も落成したが、折からの不祥事続発により、同年に開発は中止された（後述）。

## 電気式

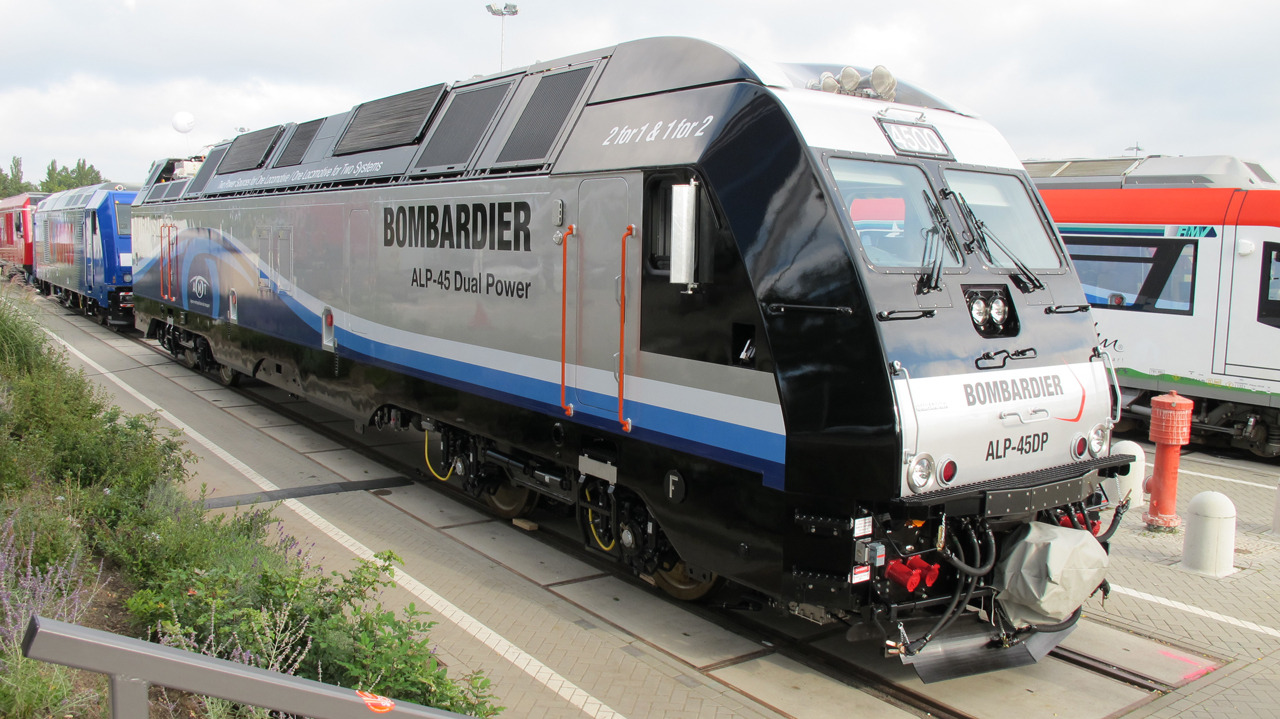
アメリカニュージャージー・トランジット向け電気（架線）・ディーゼル兼用機関車ALP-45DP型

内燃機関で発電機を駆動、発生した電力で電動機を回して走行する方式。発電機を積んだ電車・電気機関車と言えば理解しやすい。英語ではガソリンエンジンで発電するものをガスエレクトリックエンジン、ディーゼルエンジンで発電するものをディーゼルエレクトリックエンジンと呼ぶ。
この方式の長所および短所は、以下の通り。
長所
- 運転操作は簡易。出力調整については原則的に燃料噴射ポンプを電磁弁で遠隔操作するだけで済む。このため総括制御も容易。
- 駆動系が電気車（電車・電気機関車）と同等のため、部品（特に主電動機、減速歯車の駆動方式など）の共用によるコスト削減が可能。エンジン出力制御以外に、電気車両と同様な制御を併用することで出力特性に幅を持たせることができる。
- 電動機は発進時から大きなトルクを発生できる上、短時間であれば定格出力以上の出力での動作も可能である。
- 変速機、逆転器（機）、推進軸が不要であるため、数千馬力クラスの大出力エンジンであっても駆動系に関わる機械的な負荷に関する制約が少なく、特に多動軸の大型機関車には有利。
- エンジンと車軸は連結されていない（電気を伝える導線だけあればよい）ので、機関の据え付け位置を任意に選べる。冷却水ポンプ・送風機・空気圧縮機などの機器もエンジンではなく補助電動機で駆動できるので、配置に融通性がある。
- 電気車両としての特質を併せ持つことから、環境対策面でその性質を活かした技術的応用が可能である。
  - 電化区間ではエンジンを停止させ、併設した集電装置を用いて、電車あるいは電気機関車として運行できるものもある。
  - ハイブリッドシステムの導入も行いやすい。大容量の蓄電池（バッテリー）を持つシリーズハイブリッド方式による電気式気動車が日本で出現している。

短所
- 内燃車両としての機関や冷却系といった装備に加え、電気車としての発電セットや制御・駆動系の装備が必要になるため、大型化・複雑化の傾向があり、重量軽減やコスト抑制には不利。
- 動力伝達効率は90%程度と低くはないものの、運動エネルギー（力学的エネルギー）を電気エネルギーに変換し、再度運動エネルギーへと戻すので、変換ロスが発生し、機械式には劣る。

電気式はエンジンの出力確保や車両搭載面での問題を克服さえすれば、先行して実用化されていた電気車両の技術を援用可能なため、技術的ハードルが比較的低かった。このため欧米では1920年代から採用例が出現し、1930年代以降は大出力機関を搭載した大型ディーゼル機関車・気動車の駆動方式における主流となって、大出力内燃車両の普及に大きな役割を果たした。欧米・ソ連/ロシア・中国等の大型機関車は、ほとんどこの方式が採用されている。
その歴史では長年に渡って一般に直流電動機が用いられていたが、1970年代に西ドイツで、ヘンシェルとブラウンボベリの両社によるDE2500（DB 202）形試作ディーゼル機関車において、ブラシレス同期発電機と誘導電動機を組み合わせてインバータ制御する効率的な方式が確立され、そちらへの移行が進んでいる。

### 日本での事例
日本で電気式内燃車両を導入する試みは、技術不足によるエンジンの出力不足と発電効率の低さに加え、低規格の線路条件による軸重制限という悪条件が重なり、長らく短所だけが目立つという状況が続いた。

#### 機関車
鉄道省で最初に使用された電気式ディーゼル機関車はドイツ国からの輸入機DC11形だが、すでに戦前から性能が問題視されており、次に日本国内で製造したDD10形では入替作業や運転操作そのものは非常に楽とされたが、あくまで構内入換や小列車の牽引用程度で、満鉄向けの輸出機を除き、大規模なものは製造されていない。
機関車では、占領下にアメリカ陸軍が持ち込んだ8500形と呼ばれるキャタピラー社製180 PS級機関を2基搭載するゼネラル・エレクトリック社製ディーゼル機関車が好成績を残し、1950年代にはMANやズルツァーをはじめとする欧米大手エンジンメーカーと日本国内メーカー各社の技術提携による大出力ディーゼルエンジンの導入に合わせ、いくつかの国鉄向け試作本線用電気式ディーゼル機関車が製造された。
国鉄では、これらメーカー各社の持ち込み試作車群や、それらの使用実績を受けて開発されたDD50形での試行を経て、1956年（昭和31年）よりDF50形として、1,000/1,200 PS級機関を搭載し100 kW級電動機6基を駆動する電気式ディーゼル機関車が量産化された。だが、それらはいずれも代替されるべき蒸気機関車などに比して非力な割に自重が重く、しかも高価であり、また検修設備をディーゼルエンジン用と電気機関車用の2本立てとする必要があり、煩雑であった。そのため、これらは後に日本で独自開発された1,000 - 1,350 PS級エンジンを搭載する液体式ディーゼル機関車（DD51形など）の量産により、順次置き換えられて1980年代中盤までに全て淘汰された。
爾来長年にわたって、その後の国鉄の労使問題の悪化もあって日本で電気式ディーゼル機関車は主流にはなりえなかったが、国鉄民営化後、1,700 - 1,800 PS級の高効率直噴エンジンとブラシレス交流発電機、インバータ制御とかご形三相誘導電動機の組み合わせにより、1992年（平成4年）に日本貨物鉄道（JR貨物）がDF200形で再び電気式を採用、2017年（平成29年）にはDD200形を採用し、現在に至っている。また、2010年（平成22年）から投入されている蓄電池を併用する入換用ハイブリッド機関車HD300形も、基本は電気式である。

#### 気動車
戦前の日本で製造された電気式気動車は鉄道省の2種類と満鉄・相模鉄道向けの1種類づつ、計4種類だけである。
第二次世界大戦後はキハ44000などが国鉄で限定して試作されるに留まり、それらも後に全て液体式に改造されている。
しかし2000年代に入り、機関車同様の交流電動機普及と省エネルギー化を背景に、蓄電池を併用するハイブリッド型として電気式の制御・駆動方式を備える気動車の研究が進められ、2007年には東日本旅客鉄道（JR東日本）によって営業運転用としてキハE200形 が導入されたのを皮切りに、その後も2010年に観光用のHB-E300系、2015年に一般用のHB-E210系が投入されている。また2016年に新製されたE001形「トランスイート四季島」は、基本は電車であるが、非電化区間では電気式気動車として機能するハイブリッド（EDC方式）車両である。
JR北海道のモータアシスト式ハイブリッド気動車キハ160形（2007年に試作車発表）は、電動機の出力とエンジンの出力を電子制御機械式変速機に入力するものである。発電電源でモーターを回す点は電気式気動車であり、同時にその出力配分装置も兼ねた機械式変速機を用いる機械式気動車である点で、従来と異なる特異な例といえる。この方式は、同社の次期特急形気動車キハ285系に採用される予定で試作車も落成したが、安全への傾注方針により、2014年に開発は中止され、試験を行わないまま2015年3月31日付で廃車、2017年3月に解体された。
JR東日本はのちにハイブリッド型ではないGV-E400系も導入している。JR北海道でもこれと基本的な仕様を共通とするH100形を導入している。

## 液体式（流体式）

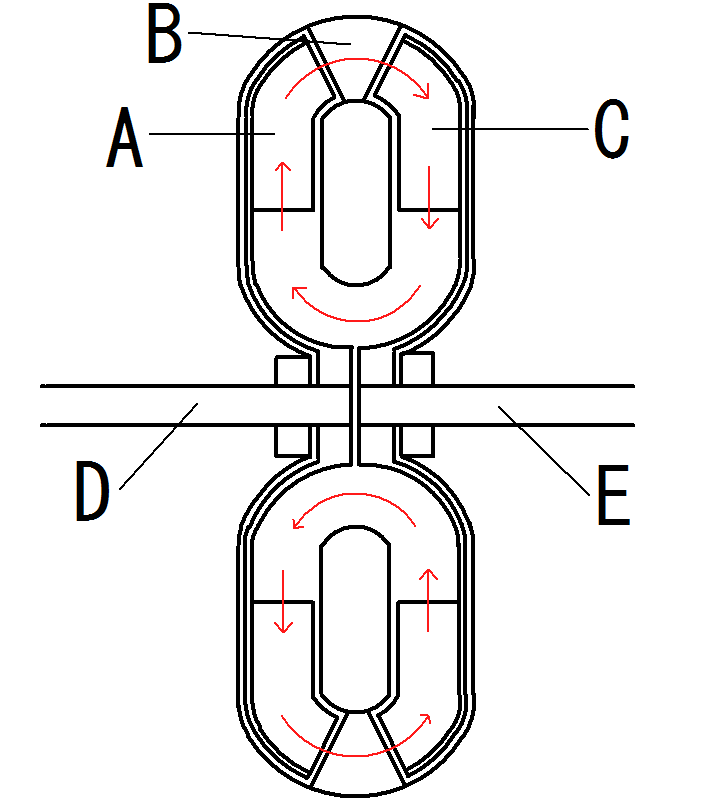
トルクコンバーターの断面図。
Aポンプ羽根車（ポンプインペラー）、B案内羽根（ステーター）、Cタービン羽根車（タービンランナー）、D入力軸、E出力軸、赤の矢印線は回転時における変速機油の流れ。

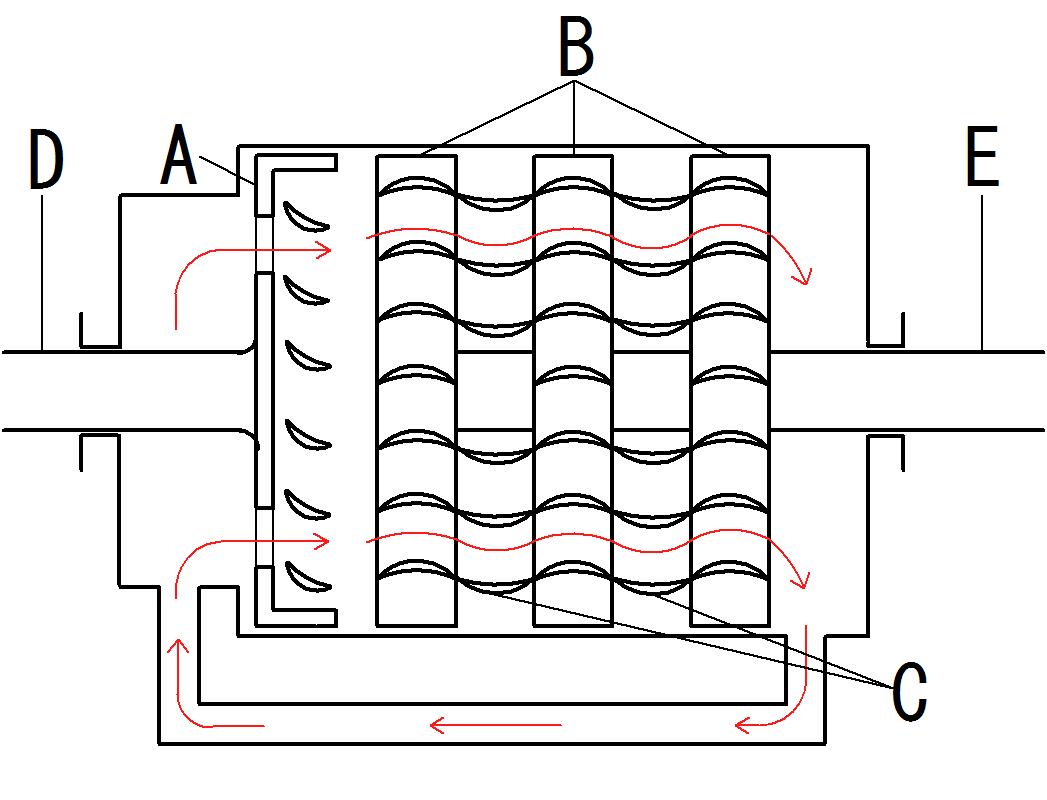
6要素3段形のトルクコンバーターの見取り図。
Aポンプ羽根車（ポンプインペラー）、Bタービン羽根車（タービンランナー、左側から第1･第2･第3と配置）、C案内羽根（ステーター、左側から第1･第2と配置）、D入力軸、E出力軸、赤の矢印線は変速機油の流れ。

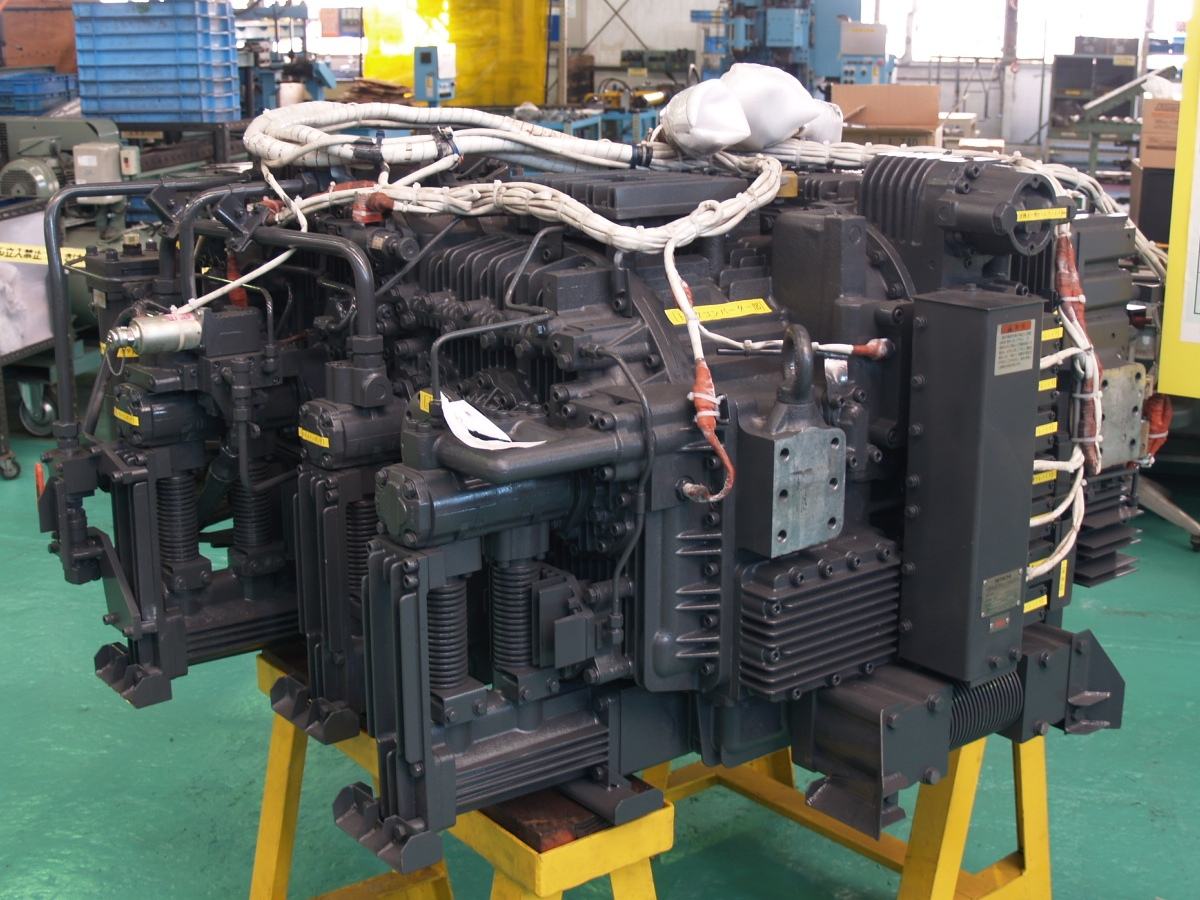
DW22液体変速機

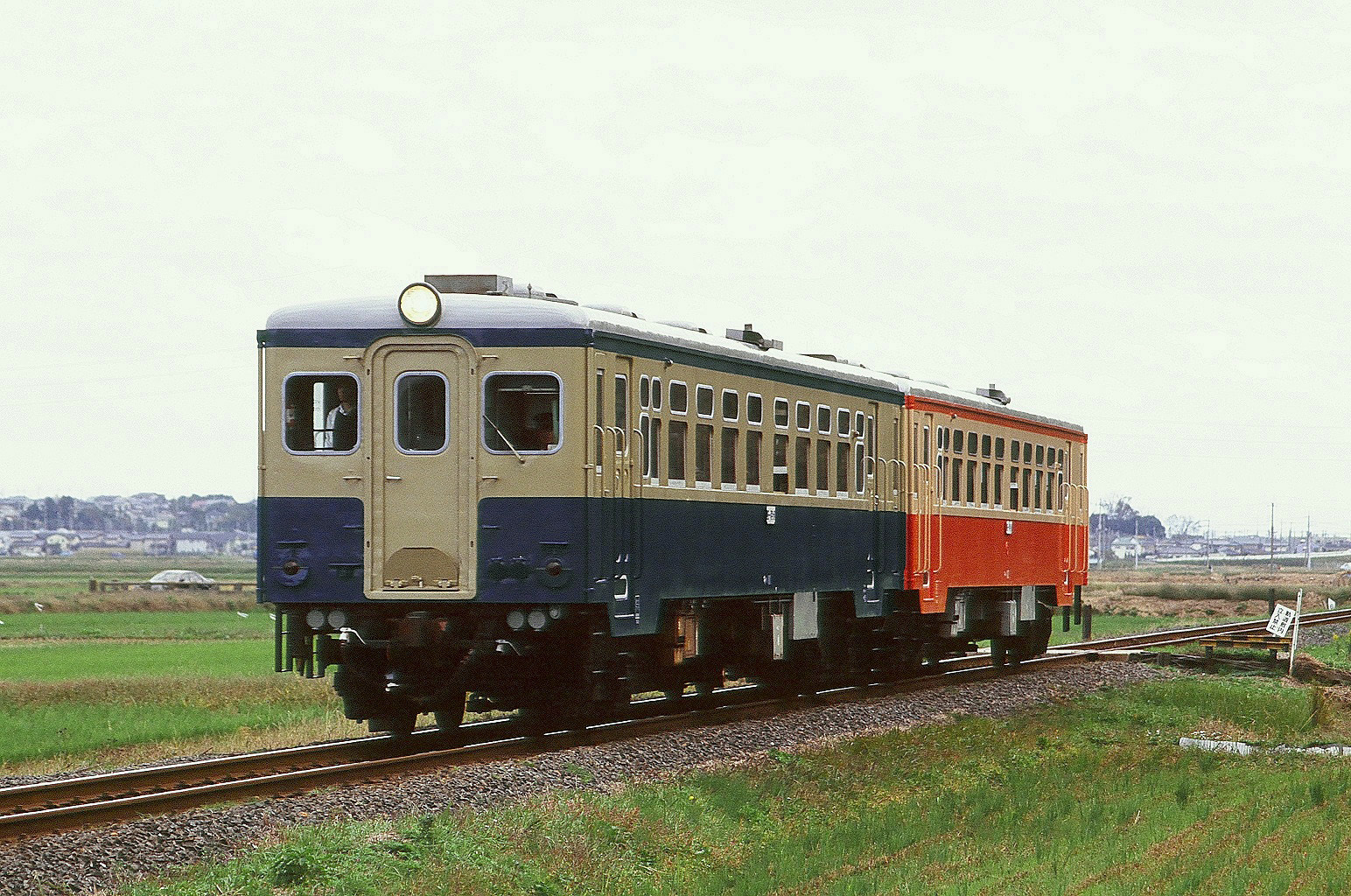
国鉄初の量産液体式気動車であるキハ10系（写真は茨城交通に譲渡されたキハ11形）

液体を動力伝達に用いる方式で、本来は押し出し式（後述の「静油圧式」）と羽根車式を含んだ名称だったが、戦前の時点ですでに前者が廃れてしまい、現在は羽根車式の事を指し、これは車輌の動力伝達にトルクコンバータ（日本では俗にトルコンと呼ばれる。以後トルコンと略）を用いている。
トルコンとは、密封されたケースの中で比較的低粘度の変速機油を満して、入力軸に油の流れを生むポンプインペラーと、出力軸に油の流れを受けるタービンランナーの二つの羽根車を向き合わせ、それぞれの中間に置かれたステーター（案内羽根）と呼ばれる固定子が装備されており、入力軸により、ポンプインペラーを回転させると、油がエネルギーを受けて、遠心力により中心部から外周部に向かって流れ、ステーターで油の流れを整流後、タービンランナーに流れ、エネルギーを伝えながらタービンランナーを回転させ、その後、中心部に戻った油を、ポンプインペラー側に還元して再び油がエネルギーを受けて循環することにより、出力軸のトルク（回転力）を増幅する装置である。
このトルク増幅作用が流体クラッチ・フルードカップリングと異なる点である。
リスホルム･スミス式の液体式変速機であるTC2形とDF115形で使用されている6要素3段形のトルクコンバータの構造を右側の見取り図で説明すると、左側にあるポンプインペラーが入力軸により回転すると、エネルギーを受けた変速機油が、第1タービンランナー→第1ステーター→第2タービンランナー→第2ステーター→第3タービンランナーの順に経由して流れ、その後、ポンプインペラーに戻って循環することにより、出力側のトルクを入力側の4-5倍にして取出すことができる。
構造上、入力側と出力側の回転数の差が少なくなるとトルク増幅効果は薄れていき、固定されているステーターが流速の上がった戻り油に対して逆に抵抗となり始め、損失が増えていく。
また、トルコンのみでは大きな変速比を得られないため、中・高速域での加速力と低燃費の両立を求められる近年の気動車では、トルコンに頼る領域（変速段）またはトルコンに頼らない領域（直結段）において、1 - 4段の変速ギアと各ギア段に組込まれた湿式多板クラッチの組合わせとエンジンからの動力を機械的に直結させるロックアップ機構が装備されている。これらは、自動車の「オートマチックトランスミッション」と同様の構造と働きであり、カウンターシャフトを用いたギア機構や遊星歯車機構を電子制御することにより、日本の機械式では果たせなかった多段変速機の総括制御を実現した。
1950年代に日本国有鉄道（国鉄）に採用され、2010年時点でも一部で使われている液体式変速機であるリスホルム･スミス式のTC-2とDF115は、ともに戦前に設計された国外の製品を国産化したものである。運転席には変速切替レバー（中立・変速・直結の3段切替）があり、発進時にレバーを「中立」から「変速」に切り替えると、電気指令により、入力軸側にある変直クラッチ部の変速クラッチが作動して、エンジンからの動力が直結軸（内軸）の外側（外軸）にあるトルコンの入力軸を介してトルコンに伝達され、その後、トルコンの出力軸（外軸）とフリーホイール（外軸と内軸の間にコロまたはスチールボールを挿入したもので外軸の回転がコロのくさび効果で内軸に伝達される機構）を介して直結軸（内軸）に伝達され、その後、出力軸に伝達される。この状態が発進から中速までの速度域を受け持ち、中速から最高速まではレバーを「変速」から「直結」に切り替えると、電気指令により直変クラッチ部の直結クラッチが作動して、エンジンからの動力を直結軸を介して出力軸に伝達を行っていたため、上記のような変速ギアを備えていなかった。両者の切り替え速度は共に45 km/hであるが、その操作は運転士の判断による手動である。また、惰行時や制動から停止までは「中立」に切り替え、動力の伝達は行わない。そのため、特に入出力の回転差を吸収する機構が無く衝動が発生しやすい直結段での再力行時には、その時々の速度に応じ、中立位置であらかじめエンジンを適切な回転数に合わせる「空吹かし」（自動車における「ブリッピング」に相当）が必要となる。国鉄形気動車はコストダウンの必要からエンジン回転計は備わっておらず、スムーズな操作には相応の技量が求められる。
当時、機械式、電気式との比較で論じられていたこの方式の長所短所は、次のとおりである。
長所
- 気動車・小型機関車に使用する場合は、電気式よりも低コスト・軽量・コンパクトに仕上がる。電気式よりも軽量のため、軸重が軽く、支線へも入線することが可能である。
- 総括制御可能。
- 機械式よりも運転操作は容易。
- 同規模の電気式と比較して起動時の牽引力が大きい。
- 変速機を制動機としても使用できる。

短所
- 変速機の構造が極めて複雑で高価である。
- 大量の変速機油（オートマチックトランスミッションフルード）が必要で、以前はシールの品質管理や組み付けも難点とされた。
- トルコン内の滑り現象による損失が避けられず、動力伝達効率が80 - 85%程度と、電気式にやや劣る。
- 大出力エンジンへの適応性では、電気式に劣る。
- 変速機油の過熱を抑える必要があるため、変速段のままでの長時間の力行に適さない。
- 上述の変速機油は普通に使用していても高熱になるので、エンジン冷却とは別にこの変速機の放熱が必要になる。

初期の液体変速機は回転数が一定の範囲だけ電気式並みの効率があり、それより上がっても下がっても能率が低下してきたが、1930年代ごろから改良されてこの範囲が広がったので、ドイツでは国鉄が1936年にMTMの高速ディーゼル列車（600H.P.×2）や1400H.P.の機関車にこれらを使用した。日本では南満洲鉄道で1938年から輸入品の液体変速機を使用した車両が営業運行に使用され、鉄道省で1936年から試験が行われていたが、戦時体制下での燃料統制もあって本格採用は遅れ、1953年の国鉄キハ44500形気動車から正式に採用となった。以来、在来車の換装も含め、国私鉄を問わず日本のディーゼル鉄道車両のほとんどが液体式変速機を用いるほどの普及を示している。
なお、この駆動システムは気動車での使用が一般的であるが、交流電源の整流技術が未発達の頃、クモヤ790形試作交流電車において、回転数の連続可変制御が難しい交流電動機の段付き（トルク変動）を吸収するために用いられたこともあった。
世界的に、気動車や小型ディーゼル機関車に多く用いられるが、一時のドイツや日本では、大型ディーゼル機関車にも好んで使われた。多彩な方式があるが、日本で広く用いられているものは以下の2方式いずれかの系統に属する。

### リスホルム・スミス型
トルコンは1個で、これに直結･変速クラッチが内蔵された変直クラッチ部、カウンターシャフト式変速ギア、遊星歯車式変速ギア、それに組込まれた湿式多板クラッチを組み合わせたタイプであり、構造的には自動車用自動変速機に類似している。変速の制御はトルコンとギアの切り替えで行う。比較的コンパクトで、日本の鉄道においては、ほとんどの気動車に採用されているが、直結段に変速する際にはクラッチによる切替が必要であり、変速の際のショックが大きいため、大出力の機関の組合わせには無理があり、機関車では、500psクラスのDMF31S形エンジンを装備するDD13形、DD14形、DD15形に使用するのが限界点であった。

### フォイト型
フォイト型はホイト式とも称される。非常に複雑な方式であるが、原理的にはトルコンを2個以上並列で使用し、それぞれのトルコンに専用のギアを備えたタイプ。変速の制御は、使用するギア段のトルコンのみにオイルを満たして動力伝達させ、使用しないギア段のトルコンはオイルを抜いて空回りさせるため、充排油式とも呼ばれる。直結段を有する場合には流体継手を使用するため、リスホルム・スミス型と比べて機械式クラッチがなく、大出力、大トルクの機関にも適するが、その反面スペースを取る。日本の鉄道においては、DML61Z形エンジンを装備したDD51形以降の機関車に変速3段のものが用いられるほか、南満洲鉄道ケハ7型やJR東日本キハ110形試作車には変速1段、直結1段のフォイト製の輸入品が用いられている。

### メキドロ式変速機
旧西ドイツなどで採用され、日本ではDD91形とDD54形に用いられた、1個のトルコンに多段式の歯車変速機を組み合わせたものである。歯車変速機が自動で変速を行うことから全領域で効率が高く、起動時のトルクも大きいが、変速に際して一度トルコンの出力軸を歯車変速機から外し、歯車の切替を行った後に再度出力軸を接続するため、変速機本体や機関に加わる衝撃を緩和する装置を必要とし、歯車変速機も自動変速の複雑な構造のものとなる。構造的には自動車用の平行軸歯車式変速機（ホンダマチックなど）に類似する。

### アメリカ合衆国での流体式変速機
アメリカ合衆国では電気式が主流であったが、1960年代に西ドイツのクラウス＝マッファイ社から導入した流体式変速機を搭載した機関車、ML-4000形がサザン・パシフィック鉄道 (SP) とリオグランデ・ウェスタン鉄道 (RGW) に存在した。
SPは1950年代からより強力な機関車を欲していた。SPとRGWは当初3両ずつ発注した。初期の成績が良かったのでSPは15両追加発注した。山岳地帯の運用には適していなかったので平坦地で運用された。最初の3両はキャブ・ユニットで2次車はフード・ユニットの形態であった。より強力なEMDSD40形等の導入により1960年代末には使用が停止され、1970年代に解体された。その後、1両はカメラカーとして乗員の訓練に使用され、2010年時点では復元のうえで保存され、将来的には動態保存が予定されている。

### 近年の液体式変速機搭載機関車
2010年現在、各国で生産されているディーゼル機関車は高出力エンジンとの相性でまさる電気式が主流であるが、出力より重量を重視するところでは液体式も生産されている（en:Voith Maxima,de:Voith Gravita,de:Vossloh G 2000 BB）。

## その他の方式
静油圧式
「押し出し式」とも言われる液体式の一種。液体をある圧力で押し出すポンプとその先にこれを受ける水車を設け、押し出された液体が水車を回す事で動力を伝達するという機構で、液体の圧力と押し出し量を変えることで車両の速度や引っ張り力を変えられる。
鉄道では内燃機関車の最初期に用いられた事があるが、成績が良くないので広まらなかった。
空気（ガス）式
機関で空気圧縮機を駆動し、これを機関の排気ガスで温めながら内燃機関とは別の機関車のシリンダー（蒸気機関車のシリンダーに当たる部位）に導き、このピストンを動かす方式。
長所
- 電気式などに比べて構造が簡易的で取り扱いに特別な知識を必要としない。
- 各部分の修繕が容易で特別な設備も必要としない。
- 引張力や速度はシリンダーのカットオフで調節できるので調節が容易であり、広い範囲で機関の全出力を使える。（構造は違うが電気式の強みと同等）
- 伝達にかかる重量が割合軽く、価格も電気式どころか歯車式より安い。

短所
- 構造は簡易であるものの空気圧縮機の設計が相当に難しい。
- 構造上空気圧縮機が高熱になるので放熱が必要になる。

フリクション式摩擦力を利用した駆動方式。